# Klaus Kumpfmüller
Klaus Kumpfmüller (* 29. November 1969 in Schärding) ist ein österreichischer Banker und war Vorstand der Österreichischen Finanzmarktaufsichtsbehörde. Im Jänner 2020 wurde er vom Aufsichtsrat zum Vorstandsvorsitzenden der HYPO Oberösterreich bestellt. Diese Funktion trat er mit August 2020 an.

## Leben
Kumpfmüller studierte Wirtschaftswissenschaften an der Wirtschaftsuniversität Wien und der Johannes-Kepler-Universität Linz mit den Schwerpunkten Rechnungswesen und Steuerlehre und graduierte 1995 zum Magister der Sozial- und Wirtschaftswissenschaften.
Von 1994 bis 1995 war er Mitarbeiter im Kabinett der Staatssekretärin im Wirtschaftsministerium und im Anschluss parlamentarischer Mitarbeiter von Maria Fekter.
1995 begann er in Linz bei der Raiffeisenlandesbank Oberösterreich, wo er bis 2002 als Key Account Manager für institutionelle Großkunden tätig war. Anschließend wechselte er in die Oberösterreichische Landesbank AG, wo er den Geschäftsbereich Großkundenbetreuung leitete. Darüber hinaus war er Geschäftsführer bzw. Aufsichtsrat mehrerer Beteiligungsgesellschaften der Bank.
Im Jahr 2011 wurde er Vorstand der Österreichischen Bundesfinanzierungsagentur und war dort als Risikovorstand für das österreichische Staatsschuldenmanagement mit einem Budget von rund 200 Milliarden Euro verantwortlich. In seine Vorstandszeit fiel die erstmalige Emission einer Österreichischen Bundesanleihe mit einer ultralangen Laufzeit von 50 Jahren. Weiters war Kumpfmüller an der Aufarbeitung und dem Abbau des Finanzportfolios des Landes Salzburg nach Aufdeckung des dortigen Finanzskandals beteiligt.
Seit 2013 war Klaus Kumpfmüller Vorstand der Österreichischen Finanzmarktaufsichtsbehörde. Unter seiner Leitung waren die Stabilisierung des österreichischen Bankensektors nach der Finanzkrise, und die Restrukturierung bzw. Abwicklung der österreichischen Badbanks, zum Beispiel der Heta – vormals Hypo Alpe Adria Group – Schwerpunkte der FMA.
Weiters war Kumpfmüller Mitglied im Board of Supervisors der Europäischen Wertpapier- und Marktaufsichtsbehörde (ESMA) in Paris, des Plenary Boards der europäischen Bankenabwicklungsbehörde Single Resolution Boards (SRB) in Brüssel sowie des österreichischen Finanzmarktstabilitätsgremiums (FMSG).
Am 20. Jänner 2020 wurde er vom Aufsichtsrat als Nachfolger des im November 2019 verstorbenen Andreas Mitterlehner zum Vorstandsvorsitzenden der HYPO Oberösterreich bestellt. Mit Thomas Stelzer, Landeshauptmann von Oberösterreich, verbindet ihn eine Freundschaft. Anfang Februar 2020 folgte ihm Eduard Müller als Vorstand der FMA  interimistisch nach. Nach einer Cooling-off-Phase trat Kumpfmüller seine Funktion als Vorstandsvorsitzender der HYPO Oberösterreich im August 2020 an. 2021 wurde er  Präsident des Oberösterreichischen Landesskiverband.